# Joséphin Peladan
Sar Mérodack Josephin Peladan, pseudônimo de Joseph-Aime Peladan (ou Péladan) (Lyon, 29 de março de 1858 - Neuilly-sur-Seine, 27 de junho de 1918 foi um escritor, crítico de arte e ocultista francês.

## Biografia
Vindo de uma família de agricultores e comerciantes, Joseph-Aime Peladan, que terá mais tarde o nome de Josephin, é o filho de Louis-Adrien Peladan, um jornalista com O literário francês, fundador da Semana religiosas e Josephine Vaquier. Seu irmão mais velho, Adrien, futuro médico e estudioso, educado, muito cedo, para todos os tipos de conhecimento e que, desde a infância, ele viaja para Avignon ou para Nimes. Ele manifestou um espírito independente que lhe rendeu para ser expulso da escola por ter lidado com um professor, um ateu, e, em seguida, no seminário menor de Nîmes.
Entre como um empregado crédito Faillelle em Paris. Ele viaja para Roma e de Florença , onde ele se sente paixão para o Quattrocento e Leonardo da Vinci. Em seu retorno a Paris, ele publicou um romance, Estrada para Damasco, e entre O Artista d'Arsène Houssaye, onde ele escreve as resenhas do art.
Em 1884, ele conheceu Léon Bloy e Paul Bourget e entusiasmo Jules Barbey d''aurevilly, que escreveu seu romance, Le Vice-suprême em 1884. Este livro é cheio de romantismo e o ocultismo, o que coloca em cena a luta de forças secretas desesperada para destruir a humanidade, toma decididamente o oposto do naturalismo de Zola, no qual ele disse: «ce Porc-Zola, ce pourceau qui est en même temps un âne»". Este manifesto traz-lhe a fama imediata aos 26 anos de idade. Jean Lorrain foi apelidado de "o pelicano branco". Ele está com raiva de Leon Bloy, passa dois dias na cadeia por ter falhado para regularizar sua situação militar, e publica um número muito grande de textos que, em 1888, o seu mais famoso livro, Istar. Ele é adornado com o título de "Sar", e o primeiro nome babilônico "Mérodack".
Péladan, cujo conhecimento era mais brilhante do que sólida, não estava lento para evitar as discussões que foram colocar o cinto de segurança. (...) Ele estava tão embriagado com o sucesso de seu Vice Supremo e a curiosidade, ele despertou nos salões, onde ele estava trabalhando para fazer sensação. O título do Mago, fazendo-lhe o suficiente mais, ele é promovido Sar, que significa Rei da assíria.
Ele estava perfumado com o sete fragrâncias correspondentes aos sete planetas, mas que foi dominado por obrigar oeucalipto. Uma grande gola de laço, sem laço em torno de seu pescoço, mas échancrait o suficiente para receber um grande buquê de violetas; sua pele, luvas de cinza tinha pauzinhos roxo com reflexos de ouro.

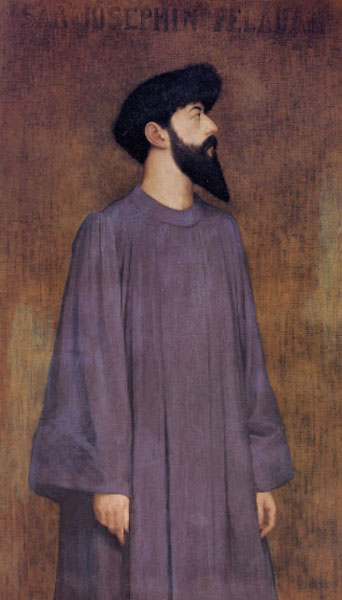
Alexandre Seon, Retrato de Josephin Peladan (1892), museu de belas artes de Lyon

Esses apelidos e essas preferências de roupas, "envolto em uma burnous preto camelo cabelo filamenté de fios de ouro, de veludo azuis velhas botas de camurça, e, como Absalão, peludo [...] a barba ungido com óleo de cedro" - fizeram dele um alvo dos chargistas e humoristas: ele é chamado de " o Mago de Épinal ", "Sar dines em óleo", "Platão Terrail" ou " Sar de pedalar ". Rodolphe Salis ousar o cruel", Artaxerfesse ", o que lhe valeu a acusação de que a pessoa em questão.
Quando ele tem paixão por Wagner, ele veio para Bayreuth, vestido com um hábito branco, uma túnica azul celeste, com um babado de renda e botas em camurça, com um guarda-chuva, realizada para o lado por um arnês.
Se a viúva de Wagner, recusa-se a recebê-lo neste tripulação, isso não o impediu de publicar as óperas de Wagner em francês com as anotações " no campo da terapêutica para desintoxicar a França de seu materialismo ".
Sem falsa modéstia, ele diz : "eu venci, à força de talento, talvez, do gênio, a lei da minha mente cheia, e na frente de todos. Eu tenho seis mil noites durante valorously amei o idioma francês ; eu posso dizer tudo em francês. Eu sou burgrave sem vasselage. "

### A ordem e os Salões da Rosa-Cruz
Ele é seu irmão Adrien (1844-1885), um dos primeiros homeopatas em francês, que Josephin Peladan deve a sua entrada em um ramo em toulouse, da Rosa-Cruz.
Em 1888, Peladan fundada com Stanislas de Guaita l'ordre cabalística de la Rose-Croix , que também hospeda Papus e Charles Barlet. Citando uma recusa da a magia, a nível operacional, ele se separa do grupo, em 1891 , para fundar a ordem Rosa-Cruz, a católica e a estética do Templo e do Graal.
No ano seguinte, organizou o primeiro Salão de la Rose-Croix, a partir de 10 de março a 10 de abril, na galeria de Durand-Ruel: Ele é um sucesso muito grande. Sessenta artistas participantes, incluindo muitos dos pintores e escultores de talento (Ferdinand Hodler, Fernand Khnopff, Jean Delville, Carlos Schwabe, Antoine Bourdelle). Vinte mil Parisienses e o All-Paris mundanas e artístico, Stéphane Mallarmé, Émile Zola, Paul Verlaine, Gustave Moreau, veio visitá-lo, o som do prelúdio de Parsifal e a toques de trombeta composta por Erik Satie. Vários Salões de beleza de Rose-Croix vai seguir a partir de 1892 a 1897. Se vários alunos de Gustave Moreau , tais como Georges Rouault , ou aqueles que irão tornar o nabis participar, alguns artistas como Edward Burne-Jones, Puvis de Chavannes ou Gustave Moreau recusar o convite. Estes Salões continuam a ser uma das principais acontecimentos da última década do século XIX, eles são uma figura para o renascimento do idealismo e refletem uma tendência para o espiritual que anima os grandes movimentos artísticos do início do século XX.
Peladan da ambição de acabar com a feiúra do mundo moderno, por oposição ao que cercam o materialismo; como tal, ele é um porta-voz do movimento simbolista. Ele escreveu vários manifestos que testemunham uma grande cultura artística e um impressionante Refutação estética de Taine , que acompanha o seu grande livro, A Arte de idealista e místico (Paris, 1894). Defendendo uma re-sacralization da arte e da vida, Peladan opta deliberadamente por uma transferência do religioso, a arte, na mais pura tradição baudelairienne. Seu tom, os símbolos escolhidos para a Rosa-Cruz, não são mais, realmente, um esotérico que ele tem sido muitas vezes caricatural, mas reflete uma determinação de se opor ao trivial e inaugurou uma prática de "publicidade" que o avant-garde, vai usar extensivamente mais adiante. Se Peladan usa um tom é, muitas vezes, polêmicos ou lírica, dizer da sua paixão, ele está a serviço de genuinamente crenças e uma defesa da grandeza da arte que ele considera uma prostituta sob a Terceira República , muitas vezes mercantil.

### O caso do testamento de Barbey d'aurevilly
As circunstâncias da morte de Jules Barbey d'aurevilly será que vale a pena de ataques violentos em todo o testamento do jornal A França sob pena de Josephin Peladan, e um processo de último contra de Léon Bloy e de Léon Deschamps, editor-chefe da revista La Plume: Louise Leitura é feita herdeiro início do mês de abril de 1891. Quase toda a imprensa congratula-se com a condenação do " Sâr ", em outubro de 1891.

### Dramaturgo e crítico de arte
Ele tenta um teatro com a Babilônia (1895), O Filho das estrelas (1895), O Príncipe de Bizâncio (1896) e, em seguida, uma trilogia, O Prométhéide, o que era para ser uma sequela para o Prometeu deÉsquilo. Essas tragédias, misturando pintura, a música, a Babilônia, e a Jesus Cristo na ambição do total de teatro antes da carta, se tornar bem sucedido e altamente variável. Alguns são ignoradas, outras são um marco do evento, durante as apresentações realizadas na arena de Nîmes , em 1904, com Semiramis. Ele produziu inúmeras almofadas da crítica de arte, contribuindo para tornar conhecido em França, os trabalhos de Leonardo da Vinci, a publicação de um panfleto final título Do andrógeno. Seus textos críticos falam por si, tanto quanto ricamente documentados, assim como os seus romances, como o ciclo da Decadência latina, misture cerca de, às vezes, decepcionante, e a verdadeira intensidade. A metafísica e a estética debate são a mola principal, em uma linguagem rica e eloqüente.
Em última análise, o contexto de final de século de distância, Josephin Peladan renuncia a sua outrageousness de se vestir e de vida na veneração de sua segunda esposa, Christiane Taylor, viver dolorosamente de críticos de arte, em «que l'ancienne ironie des badauds empêchait de remarquer» (de acordo com Henry Bordeaux). Em 1908, ele foi premiado com o prémio de Charles Blanc daAcademia francesa.
A morte, em 1918, em seguida, quase esquecido, ele foi enterrado em Paris, na Torre do cemitério (6ª divisão).

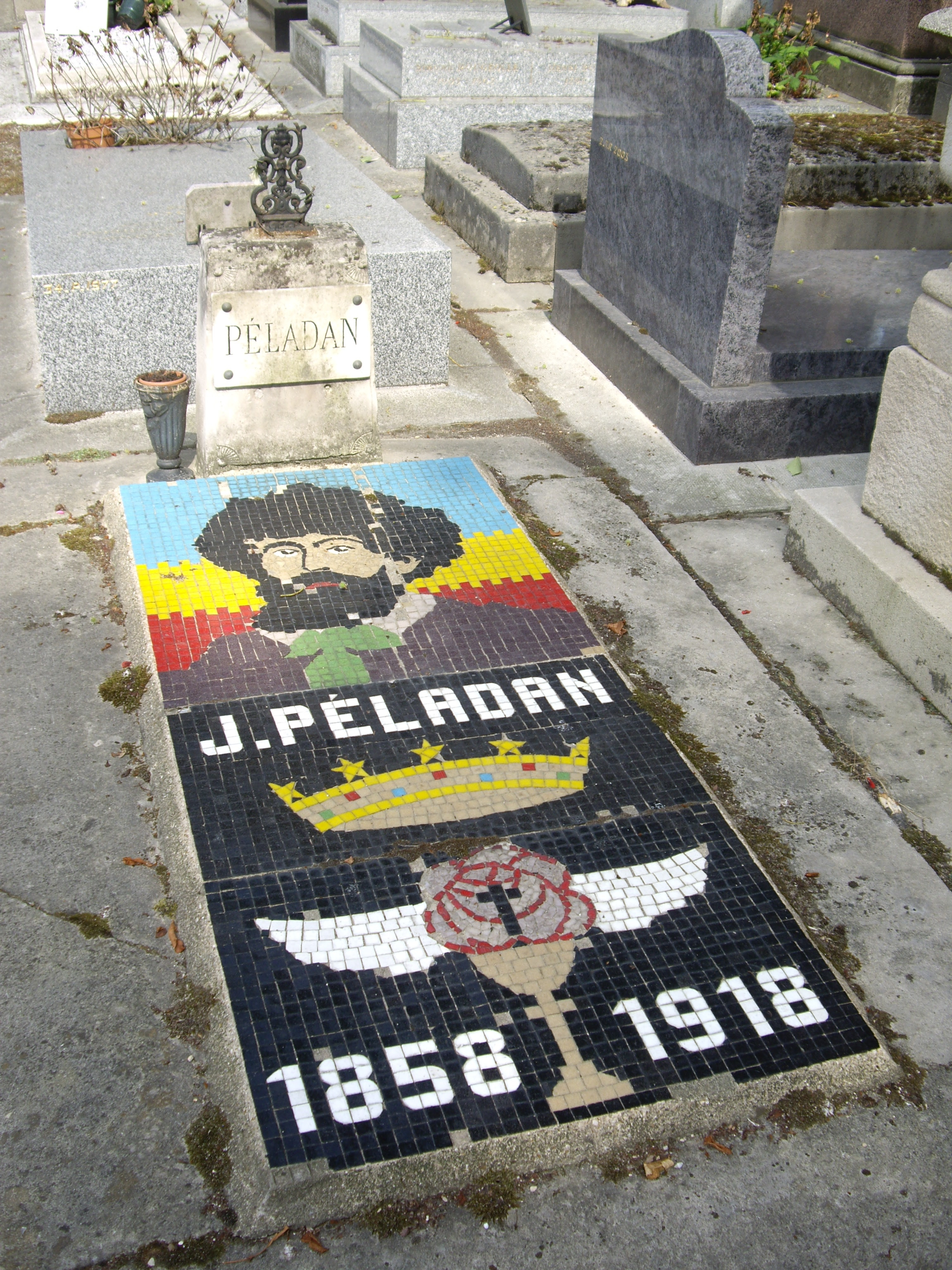
O sepultamento de Peladan no Batignolles cemitério em Paris.

## Trabalhos de Josephin Peladan
- La décadence esthétique (Hiérophanie) (1882-1898)
  - I : L'art ochlocratique. Salons de 1882 et de 1883, avec une lettre de Jules Barbey d'Aurevilly, Camille Dalou, 1888, 216 p. .
  - Le Salon de Joséphin Péladan (cinquième année), Camille Dalou, 1888.
  - XIX : Le Salon de Joséphin Peladan (neuvième année), suivi de trois mandements de la Rose-Croix Catholique à l'artiste, E. Dentu, 1890, 79 p. Rééd. Kessinger reprints, 2010, 72 p. 
  - XX : Le Salon de Joséphin Péladan (10° année). Avec l'instauration de la Rose-Croix esthétique, E. Dentu, 1891
  - Réponse à Tolstoï, Chamuel, 1898
- Salons de la Rose-Croix (1892-1897 : 6 saisons)
  - Salon de la Rose-Croix (1), mars 1892 : Ordre de la Rose-Croix du Temple. Geste esthétique de 1892, Galerie Durand-Ruel, 1892 ** Geste esthétique. Catalogue du Salon de la Rose-Croix, 10 mars 1892-10 avril 1892, A. Warmont, 1892 
  - Salon de la Rose-Croix (2), mars 1893 : Catalogue officiel illustré de 160 dessins du second Salon de la Rose-Croix, avec la Règle esthétique et les constitutions de l'Ordre, 28 mars au 30 avril 1893, Palais du Champ-de-Mars, Nilsson, 1893. 
  - Salon de la Rose-Croix (3), avril 1894 : Ordre de la Rose-Croix. III° Geste esthétique. Troisième Salon. Catalogue, Paul Dupont, 1894.
  - Salon de la Rose-Croix (5), mars 1896 : Salon de la Rose-Croix, Galerie des Arts réunis... du 20 mars au 20 avril 1896, Léopold Verger, 1896.
  - Salon de la Rose-Croix (6), mars 1897 : Ordre de la Rose-Croix du Temple et du Graal. VI° Geste esthétique. Sixième Salon..., 31 mars 1897, Georges Petit, 1897.
- Autour du péché, 1885
- Femmes honnêtes (signé marquis de Valognes ; Éd. Monnier, 1885, 108 p.  Deuxième série, Camille Dalou, 1888. Rééd. Elibron Classics, 2001, 137 p.
- La Décadence latine (Éthopée), 1884-1925, 21 vol. (romans). Rééd. Genève, Slatkine, 1979.
  - I : Le vice suprême, Chamuel, 1884, 335 p., préface Jules Barbey d'Aurevilly, frontispice de Félicien Rops. 8° éd. Les éditions du monde moderne, 1926 
  - II : Curieuse ! , A. Laurent, 1886,
  - III : L'initiation sentimentale, A. Laurent, 1887, 343 p. 
  - IV : A cœur perdu, Edinger, 1888, 433 p. Rééd. Dentu 1892 
  - V : Istar, Edinger, 1888, 490 p. 
  - VI : La victoire du mari, Dantu, 1889
  - VII : Cœur en peine. Commémoration du chevalier Adrien Péladan, Dentu, 1890 
  - VIII : L'Androgyne, Dentu, 1891, 303 p.
  - IX : La Gynandre, Dentu, 1891, 355 p. Drame wagnérien en 5 actes.
  - X : Le panthée, Dentu, 1892
  - XI : Typhonia. Avec la règle esthétique du Second Salon de la Rose-Croix, Dentu, 1892, 249 p. 
  - XII : Le dernier Bourbon, Chamuel, 1895, 251 p. 
  - XIII : Finis Latinorum, Flammarion, 1899
  - XIV : La vertu suprême, Flammarion, 1900, 404 p.
  - XV : Pereat !, Flammarion, 1902, 466 p. 
  - XVI : Modestie et vanité, roman, Mercure de France, 1902. Éditions du Monde Moderne, 1926, 360 p. 
  - XVII : Pérégrine et Pérégrin, 3° éd. Mercure de France, 1904, 335 p.
  - XVIII : La licorne, Mercure de France, 1905, 284 p.
  - XIX : Le Nimbe noir 
  - XX : Pomone, Sansot, 1913, 228 p.
  - XXI : La torche renversée, Éditions du monde moderne, 1925, 321 p.
- Le Prochain Conclave. Instructions aux cardinaux, 1890
- La Queste du Graal : proses lyriques de l'éthopée, la décadence latine, Chamuel, 1892, 229 p.
- Amphithéâtre des sciences mortes, Sar Mérodack J. Peladan, 1892-1911.
  - I : Comment on devient mage. Éthique, Chamuel, 1892, 303 p. Chacornac 1902. Rééd. Elibron Classics, 2003, 303 p. 
  - II : Comment on devient fée. Érotique, Chamuel, 1893, 393 p. Rééd. Éditions d'aujourd'hui, 1981, 393 p. 
  - III : Comment on devient artiste. Esthétique, Chamuel, 1894, 381 p. 
  - IV : Le livre du sceptre. Politique, Chamuel, 1895, 361 p. 
  - V : L'occulte catholique. Mystique, Chamuel, 1898 
  - VI : Traité des antinomies. Métaphysique, Chacornac, 1901, 267 p. 
  - VII : La science de l'amour, Messein, 1911.
- Constitution de la Rose-Croix : le Temple et le Graal, 1893
- Le Théâtre complet de Wagner. Les XI opéras scène par scène avec notes biographiques et critiques, Chamuel, 1894, XL-218 p.  Rééd. Slatkine, 1981, 218 p.
- L'Art idéaliste et mystique. Doctrine de l'Ordre et du Salon annuel des Rose-Croix, Chamuel, 2° éd. 1894, 280 p. Rééd. Sansot 1911, 338 p.
- Mélusine, 1895
- La Science, la Religion et la Conscience : réponse à MM. Berthelot, Brunetière, Poincaré, Perrier, Brisson, de Rosny et de Sarrachaga, 1895
- Théâtre de la Rose-Croix (1895-1897)
  - I : Babylone, tragédie en 4 actes, Chamuel, 1895, II-124 p.
  - II : Le Fils des étoiles : pastorale kaldéenne en trois actes, Beauvois, 1895, 50 p. 
  - III : La Prométhéide, trilogie d'Eschyle en 4 tableaux, Chamuel, 1895, XVI-167 p.  Première tragédie : "Prométhée porteur du feu" ; deuxième : "Prométhée enchaîné" ; troisième : "Prométhée délivré".
  - IV : Le Prince de Byzance, drame romanesque en 5 actes, Chamuel, 1896, 137 p. 
  - V : Sémiramis, tragédie en 4 actes, Beauvais, Imprimerie professionnelle, 1897, 72 p. Rééd. Mercure de France 1904. "Sémiramis, cinquième tragédie du théâtre de la Rose-Croix, a été écrite pour Mme Sarah Bernhardt par le sar Peladan"
  - VI : Œdipe et le Sphinx, tragédie selon Sophocle, en prose, Beauvais, Imprimerie professionnelle, 1897, 74 p.
- L'Art de choisir sa femme d'après la physionomie, Nilsson, 1902
- Le secret des corporations. La Clé de Rabelais, E. Sansot, 1905, 124 p.
- Le secret des troubadours. De Parsifal à Don Quichotte, essais, E. Sansot, 1906.  . Rééd. : De Parsifal à Don Quichotte. Le secret des troubadours. - La clé de Rabelais. Le secret des corporations, avec une introduction par Emmanuel Dufour-Kowalski, L'Âge d'homme, Lausanne, 2011, 143 p.
- Réfutation esthétique de Taine, 1906
- Les idées et les formes
  - La terre du sphinx (Égypte), Flammarion, 1899, 344 p.
  - La terre du Christ'(Palestine), Flammarion, 1901, 465 p.
  - De la subtilité comme idéal. Léonard de Vinci, Sansot, 1904. Rééd. Rumeur des âges, 2007
  - Introduction à l'esthétique, E. Sansot, 1907, 102 p. 
  - De la sensation d'art, Sansot, 1907, 84 p.
  - Antiquité orientale. Égypte, Kaldée, Assyrie, Chine, Phénicie, Judée, Arabie, Inde, Perse, Aryas d'Asie Mineure, Mercure de France, 1908, 357 p.
  - La Doctrine de Dante, Sansot, 1908, 110 p. 
  - Rapport au public sur les beaux arts, Sansot, 1908, 67 p.
  - Le secret de la Renaissance, de l'humanisme, Sansot, 1909, 100 p.
  - La Dernière Leçon de Léonard de Vinci à son Académie de Milan 1499, essai, Sansot, 1909, 99 p. 
  - Introduction aux Sciences Occultes, Paris, Sansot, 1911, 102 p.Rééd.de L'Introduction aux Sciences Occultes, suivie des Onze Chapitres Mystérieux du Sépher Bereschit, avec une présentation et une préface d'Emmanuel Dufour-Kowalski, L'Âge d'Homme, collection Delphica, Paris, 2011, 158 p. (ISBN 978-2-9700698-6-7)
  - De l'androgyne. Théorie plastique, Sansot, 1910, 96 p. Rééd. Savoir pour être, 1994, 71 p.
- La chaîne des traditions (1905-1914 ?)
  - Le vœu de la Renaissance. Pic de la Mirandole et la Kabbale, Machiavel et la politique positive, Les premiers rationalistes Pomponace et Valla, L'idéal du tyran, Paris, Sansot, vers 1905, 79 p. Rééd. 1920, 96 p.
  - Le secret de Jeanne d'Arc, Paris, Sansot, 1913, 111 p.
  - L'athlétie et la statuaire antique, Paris, Sansot, vers 1914, 93 p.
- La Philosophie de Léonard de Vinci d'après ses manuscrits, essai, Alcan, 1910, 189 p. (rééd. Stalker, 2007)
- Les drames de la conscience (1905-1911)
  - I : La Rondache (1905, "Revue hebdomadaire"), Plon, 1906, 365 p.
  - II : La Thériaque (1910, "La Nouvelle revue"), Fontemoing, 1912, 304 p. (précédée de La morale dans le roman)
  - III : Les Amants de Pise (1911, "Le Figaro"), Flammarion, 1913